# Elm Grove
Elm Grove és una població dels Estats Units a l'estat de Wisconsin. Segons el cens del 2000 tenia 6.249 habitants.

## Demografia
Segons el cens del 2000, Elm Grove tenia 6.249 habitants, 2.444 habitatges, i 1.784 famílies. La densitat de població era de 740,1 habitants per km².
Dels 2.444 habitatges en un 29,7% hi vivien nens de menys de 18 anys, en un 67,6% hi vivien parelles casades, en un 4,3% dones solteres, i en un 27% no eren unitats familiars. En el 24,7% dels habitatges hi vivien persones soles el 12,1% de les quals corresponia a persones de 65 anys o més que vivien soles. El nombre mitjà de persones vivint en cada habitatge era de 2,49 i el nombre mitjà de persones que vivien en cada família era de 3.
Per edats la població es repartia de la següent manera: un 24,9% tenia menys de 18 anys, un 3,6% entre 18 i 24, un 20,3% entre 25 i 44, un 28,6% de 45 a 60 i un 22,5% 65 anys o més.
L'edat mediana era de 46 anys. Per cada 100 dones de 18 o més anys hi havia 86 homes.
La renda mediana per habitatge era de 86.212 $ i la renda mediana per família de 108.209 $. Els homes tenien una renda mediana de 94.403 $ mentre que les dones 41.017 $. La renda per capita de la població era de 48.871 $. Aproximadament el 2,4% de les famílies i el 3% de la població estaven per davall del llindar de pobresa.

## Poblacions més properes
El següent diagrama mostra les poblacions més properes.